# Evan Bates
Evan Bates (Ann Arbor, 23 febbraio 1989) è un danzatore su ghiaccio statunitense, vicecampione del mondo nel 2015 e vincitore dei Campionati dei Quattro continenti nel 2019, nel 2020 e nel 2023 insieme a Madison Chock.

## Biografia
Evan Bates ha iniziato a danzare con Emily Samuelson nel maggio del 2000, con cui ha debuttato a livello internazionale juniores fino a vincere i campionati mondiali giovanili di Sofia 2008. Con Samuelson ha disputato anche due stagioni da senior e preso parte alle Olimpiadi di Vancouver 2010 dove si sono piazzati all'11º posto. A causa di un infortunio subito da Bates, la coppia non ha potuto gareggiare durante la stagione 2010-11; al rientro dall'infortunio, i due atleti hanno annunciato la loro separazione.
Nel luglio 2011 Bates ha annunciato il nuovo sodalizio con Madison Chock, con la quale ha partecipato alle sue seconde Olimpiadi in occasione di Soči 2014 piazzandosi all'8º posto. Nel 2015 entrambi vincono per la loro prima volta i campionati statunitensi e si laureano vicecampioni del mondo dietro Gabriella Papadakis e Guillaume Cizeron. L'anno seguente, ai Mondiali di Boston 2016, si riconfermano sul podio vincendo la medaglia di bronzo.
Alla loro seconda esperienza olimpica, in occasione dei Giochi di Pyeongchang 2018, Bates e Chock si classificano noni. Ad Anaheim 2019 si aggiudicano per la prima volta i Campionati dei Quattro continenti, davanti alle due coppie canadesi Weaver / Poje e Gilles / Poirier.

## Palmarès

### Con Chock
GP: Grand Prix; CS: Challenger Series
| Risultati | Risultati      | Risultati      | Risultati      | Risultati      | Risultati      | Risultati      | Risultati      | Risultati      | Risultati      | Risultati      | Risultati      | Risultati      | Risultati      | Risultati      |
| Internazionali | Internazionali | Internazionali | Internazionali | Internazionali | Internazionali | Internazionali | Internazionali | Internazionali | Internazionali | Internazionali | Internazionali | Internazionali | Internazionali | Internazionali |
| Evento | 2011-12        | 2012-13        | 2013-14        | 2014–15        | 2015-16        | 2016-17        | 2017-18        | 2018-19        | 2019-20        | 2020-21        | 2021-22        | 2022-23        | 2023-24        | 2024-25        |
| --- | -------------- | -------------- | -------------- | -------------- | -------------- | -------------- | -------------- | -------------- | -------------- | -------------- | -------------- | -------------- | -------------- | -------------- |
| Giochi olimpici invernali |                |                | 8º             |                |                |                | 9º             |                |                |                | 4°             |                |                |                |
| Campionati mondiali |                | 7º             | 5º             | 2º             | 3º             | 7º             | 5º             | 6º             | C              | 4°             | 3º             | 1º             | 1º             | 1º             |
| Campionati dei Quattro continenti |                | 3º             |                | 2º             | 2º             | 3º             |                | 1º             | 1º             |                |                | 1º             |                | 2º             |
| GP Finale |                |                |                | 2º             | 2º             | 6º             | 5º             |                | 2º             |                | C              | 2º             | 1º             | 1º             |
| GP Cup of China |                | 4º             | 3º             |                | 2º             |                | 2º             |                | 2º             |                |                |                |                |                |
| GP Rostelecom Cup |                |                | 3º             | 1º             |                | 2º             |                |                |                |                |                |                |                |                |
| GP della Finlandia |                |                |                |                |                |                |                |                |                |                |                |                | 1º             |                |
| GP NHK Trophy |                |                |                |                |                |                |                |                |                |                | 2º             | 2º             |                | 1º             |
| GP Skate America |                |                |                | 1º             | 1º             |                |                |                |                | R              | 2º             | 1º             | 1º             | 2º             |
| GP Skate Canada | 4º             |                |                |                |                | 2º             |                |                |                |                |                |                |                |                |
| GP Trophée Eric Bompard | 5º             |                |                |                |                |                | 2º             |                | 2º             |                |                |                |                |                |
| CS Finlandia Trophy |                |                |                |                |                |                |                |                | 1º             |                | 2º             |                |                |                |
| CS Nebelhorn Trophy |                |                |                | 2º             | 1º             | 2º             |                |                |                |                |                |                |                |                |
| CS Ondrej Nepela Trophy |                |                |                |                |                | 2º             |                |                |                |                |                |                |                |                |
| CS U.S. Classic |                |                |                |                |                |                |                |                | 1º             |                |                |                |                |                |
| Finlandia Trophy | 3º             |                | 2º             |                |                |                |                |                |                |                |                |                |                |                |
| Mentor Toruń Cup |                |                |                |                |                |                |                | 1º             |                |                |                |                |                |                |
| Nebelhorn Trophy |                | 1º             |                |                |                |                |                |                |                |                |                |                |                |                |
| U.S. Classic |                | 4º             |                |                |                |                |                |                |                |                |                |                |                |                |
| Nazionali |                |                |                |                |                |                |                |                |                |                |                |                |                |                |
| Campionati statunitensi | 5º             | 2º             | 2º             | 1º             | 2º             | 2º             | 3º             | 2º             | 1º             | 2º             | 1º             | 1º             | 1º             | 1º             |
| Eventi a squadre |                |                |                |                |                |                |                |                |                |                |                |                |                |                |
| Giochi olimpici invernali |                |                |                |                |                |                |                |                |                |                | 1º S 1º P      |                |                |                |
| World Team Trophy |                | 1º S 1º P      |                | 1º S 3º P      |                | 3º S 2º P      |                |                |                |                |                | 1º S 1º P      |                | 1º S 1º P      |
| Team Challenge Cup |                |                |                |                | 1º S 2º P      |                |                |                |                |                |                |                |                |                |
| R= Ritirati; C = Evento cancellato; S = Risultato della squadra; P = Risultato personale. Medaglie assegnate solo per il risultato della squadra |                |                |                |                |                |                |                |                |                |                |                |                |                |                |

### Con Samuelson

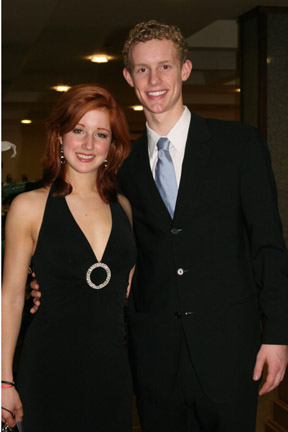
Bates e Samuelson al banchetto di chiusura dei Mondiali juniores 2008

| Risultati                         | Risultati      | Risultati      | Risultati      | Risultati      | Risultati      |
| Internazionali                    | Internazionali | Internazionali | Internazionali | Internazionali | Internazionali |
| Evento                            | 2005–06        | 2006–07        | 2007–08        | 2008–09        | 2009-10        |
| --------------------------------- | -------------- | -------------- | -------------- | -------------- | -------------- |
| Giochi olimpici invernali         |                |                |                |                | 11º            |
| Campionati mondiali               |                |                |                | 11º            | 9º             |
| Campionati dei Quattro continenti |                |                |                | 3º             |                |
| GP NHK Trophy                     |                |                |                | 3º             |                |
| GP Skate America                  |                |                |                | 4º             |                |
| GP Skate Canada                   |                |                |                |                | 5º             |
| GP Trophée Eric Bompard           |                |                |                |                | 4º             |
| Nebelhorn Trophy                  |                |                |                | 1º             |                |
| Internazionali: categoria Junior  |                |                |                |                |                |
| Campionati mondiali               | 10º            |                | 1º             |                |                |
| JGP Finale                        |                | 2º             | 2º             |                |                |
| JGP Austria                       |                |                | 1º             |                |                |
| JGP Bulgaria                      | 5º             |                |                |                |                |
| JGP Messico                       |                | 1º             |                |                |                |
| JGP Slovacchia                    | 8º             |                |                |                |                |
| JGP Taiwan                        |                | 1º             |                |                |                |
| JGP Stati Uniti                   |                |                | 1º             |                |                |
| Nazionali                         |                |                |                |                |                |
| Campionati statunitensi           | 2º J           | 1º J           | 4º             | 2º             | 3º             |